# Embajada de Serbia en Perú
La Embaja de la República de Serbia en Perú fue la misión diplomática de Serbia en Perú. Desde su fundación en 1968 hasta 2006, la embajada representó a la República Federativa Socialista de Yugoslavia y a su sucesora, la República Federativa de Yugoslavia. Su cierre se anunció en mayo de 2009.
Actualmente Serbia está acreditada ante Perú desde su embajada en Buenos Aires. Un consulado honorario se abrió en Lima en julio de 2019.

## Historia
Las relaciones entre Perú y el entonces Reino de Yugoslavia se remontan a la década de 1920, cuando este último había establecido un consulado honorario en Lima y el primero contaba consulados en Belgrado y Zagreb en 1929. El primero también contaba con una minoría croata presente en la capital, Callao y Cerro de Pasco, representada por la Sociedad Yugoslava en el centro de Lima. Durante la Segunda Guerra Mundial, Perú estableció relaciones económicas y consulares con el gobierno yugoslavo en el exilio en octubre de 1942. El consulado y la embajada acreditados ante el Perú quedaron entonces ubicados en Santiago de Chile.
Tras el golpe de Estado de Juan Velasco Alvarado contra Fernando Belaúnde y el establecimiento de su llamado gobierno revolucionario, el Perú restableció relaciones con los países del segundo mundo, incluida la República Federativa Socialista de Yugoslavia en 1967. De esta forma se abrió el consulado yugoslavo en Lima, en sustitución del consulado honorario. Las relaciones pasaron a nivel de embajada en diciembre del año siguiente y el embajador yugoslavo presentó sus cartas credenciales el 9 de enero de 1971.
Durante el conflicto interno en Perú, debido al apoyo de la región al gobierno peruano y la falta de apoyo al grupo terrorista, las embajadas del Bloque del Este fueron atacadas por Sendero Luminoso en varias ocasiones, como en 1986, cuando fue atacada la embajada soviética, o en 1987, cuando fue bombardeada la embajada de Corea del Norte. La embajada yugoslava tampoco se libró del conflicto, ya que también fue objeto de un bombardeo fallido el 4 de septiembre de 1981.
Después de la desintegración de Yugoslavia, Perú continuó sus relaciones con la República Federativa de Yugoslavia (Serbia y Montenegro) y sus otros estados sucesores. La embajada de Perú en Belgrado cerró en 2006, en su lugar acreditó a sus embajadores en las regiones vecinas del antiguo país ante los estados sucesores de Yugoslavia, incluida la ahora independiente Serbia. Por otra parte, el cierre de la embajada de Serbia fue anunciado y concretado en 2009, pasando en su lugar a ser acreditada ante el Perú la misión serbia en Buenos Aires. El reconocimiento peruano de la independencia de Kosovo fue el principal motivo del cierre de la embajada de Serbia en Lima.

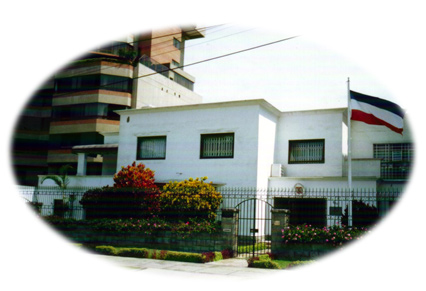
La embajada a principios de la década de 2000, ondeando la bandera yugoslava.

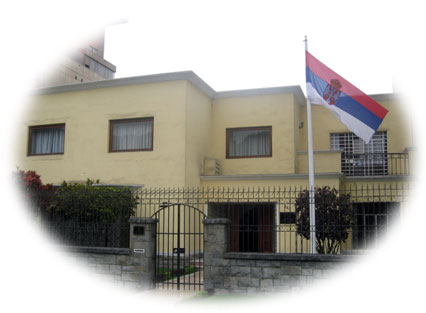
La embajada en 2007 ondeando la bandera de Serbia.

## Lista de representantes
| Nombre            | Inicio de mandato  | Fin de mandato  | Jefe de Estado     | Notes                                                           |
| ----------------- | ------------------ | --------------- | ------------------ | --------------------------------------------------------------- |
| Kole Čašule       | 9 de enero de 1971 | 1975            | Josip Broz Tito    | Primer embajador yugoslavo en Perú.                             |
| Lazar Mojsov      | 1973               | 1973            | Josip Broz Tito    | Como embajador.                                                 |
| Momčilo Vučeković | 1974               | 1974            | Josip Broz Tito    | Como embajador; anteriormente se desempeñó como cónsul general. |
| Kuzmán Dimčevski  | 1975               | 1983            | Josip Broz Tito    | Como embajador.                                                 |
| Luka Soldić       | 1975               | 1983            | Josip Broz Tito    | Como embajador.                                                 |
| Alija Vejacić     | 1983               | 1986            | Mika Špiljak       | Como embajador.                                                 |
| Ladislav Varga    | 1986               | 1990            | Radovan Vlajković  | Como embajador.                                                 |
| Zvonimir Stenek   | 1991               | ?               | Borisav Jović      | Como embajador.                                                 |
| Raičević Zoran    | antes de 1999      | después de 1999 | Slobodan Milošević | Como encargado de negocios.                                     |
| Milivoj Sucevic   | antes de 2002      | 2004            | Vojislav Koštunica | Como encargado de negocios (a.i.).                              |
| Goran Mešić       | octubre de 2004    | 2009            | Svetozar Marović   | Como embajador.                                                 |